# Teorema di arresto opzionale di Doob
Nella teoria della probabilità, il teorema di arresto opzionale di Doob afferma che, sotto certe condizioni, il valore atteso di una martingala ad un certo tempo di arresto coincide con il suo valore atteso iniziale.
Il teorema prende il nome dal matematico Joseph Leo Doob.

## Enunciato
Sia {\displaystyle (X_{n})_{n\geq 0}} una martingala su {\displaystyle \Omega } e sia {\displaystyle \tau } un tempo di arresto per X. Supponiamo che valga una delle seguenti condizioni:
- {\displaystyle \tau } è limitato, ovvero esiste una costante {\displaystyle c} tale che {\displaystyle \tau <c} quasi certamente.
- {\displaystyle \mathbb {E} (\tau )<\infty } ed esiste una costante {\displaystyle K\in \mathbb {R} } tale che

{\displaystyle |X_{n}(\omega )-X_{n-1}(\omega )|\leq K\qquad \forall (n,\omega )}.
- X è limitato, ovvero esiste {\displaystyle K\in \mathbb {R} } tale che

{\displaystyle |X_{n}(\omega )|\leq K\qquad \forall (n,\omega )}
e {\displaystyle \tau } è finito quasi certamente.
Allora 
{\displaystyle \mathbb {E} (X_{\tau })=\mathbb {E} (X_{0})}
Allo stesso modo, se {\displaystyle (X_{n})_{n\geq 0}} è una supermartingala, si avrà 
{\displaystyle \mathbb {E} (X_{\tau })\leq \mathbb {E} (X_{0})}
Se invece è una sottomartingala
{\displaystyle \mathbb {E} (X_{\tau })\geq \mathbb {E} (X_{0})}.